# Police Simulator: Patrol Officers
Police Simulator: Patrol Officers es un videojuego de simulación desarrollado por Aesir Interactive y publicado por Atragon Entertainment. Fue lanzado en Early Access el 17 de junio de 2021 en Steam. La versión completa se lanzó el 10 de noviembre de 2022 para Microsoft Windows, PlayStation 4, PlayStation 5, Xbox One y Xbox Series X/S.

## Jugabilidad
Police Simulator: Patrol Officers tiene lugar en la ciudad ficticia de Brighton, que está basada en la ciudad estadounidense Boston y coloca al jugador en el papel de un oficial de patrulla. El juego se divide en diferentes turnos con diferentes horas del día y tareas asociadas. Sin embargo, cada capa se genera de forma procesal y sin secuencias de script.
Al completar las tareas correctamente, el jugador acumula los llamados "puntos de cambio", que luego se convierten en Puntos de experiencia después de completar un turno. El número de puntos de experiencia está influenciado por los llamados 'Puntos de Conducta', que comienzan con un valor de 100 y disminuyen si el jugador no se comporta de acuerdo con las reglas. Al adquirir puntos de experiencia, el jugador puede subir de nivel y recolectar 'Duty Stars', que se utilizan para desbloquear nuevos eventos y herramientas.
El jugador puede utilizar una variedad de herramientas. Estos incluyen esposas, una pistola de radar, linternas, una cámara, bengalas, pistolas paralizantes, una pistola y más. Además, el jugador tiene acceso a tres vehículos que permiten un movimiento más rápido por la ciudad.
Durante un turno pueden ocurrir varios eventos, incluida la venta de drogas, robos, accidentes automovilísticos, contaminación o agresiones físicas.

## Desarrollo
Police Simulator: Patrol Officers fue desarrollado por el desarrollador alemán Aesir Interactive y publicado por astragon Entertainment. La financiación pública corre a cargo del Film FernsehenFonds Bayern. El juego se anunció el 10 de febrero de 2021. El juego se lanzó en acceso anticipado en Steam el 17 de junio de 2021.
Se lanzarán actualizaciones periódicas como parte del acceso anticipado, incluido un modo multijugador cooperativo para hasta dos jugadores. Hay una hoja de ruta pública disponible en Trello que describe los planes actuales y futuros.
El 2 de agosto de 2022 se anunció que el título también se lanzaría para PlayStation 4, PlayStation 5, Xbox One y Xbox Series X/S el 10 de noviembre de 2022. También abandonó Steam Early Access para PC al mismo tiempo y, por lo tanto, se lanzó como una versión completa.

## Recepción
GameStar escribió en el informe inicial que el juego tenía “mucho potencial incluso en la fase de acceso temprano”. Sin embargo, se critica la calidad de las animaciones, la IA y la falta de valor de repetición. Sin embargo, "GameStar" describe el título como "la mejor simulación policial hasta la fecha".